# 小庫亞利尼克
47°43′51″N 29°35′27″E / 47.73083°N 29.59083°E
小庫亞利尼克（烏克蘭語：Малий Куяльник）是位於烏克蘭西南部的村莊，由敖德萨州波季利斯克区的庫亞利尼克市鎮負責管轄。該村始建於1810年，面積0.85平方公里，海拔高度219米，2001年人口522，人口密度每平方公里614.12人。